# Система управління тегами
Система управління тегами допомагає керувати життєвим циклом тегів цифрового маркетингу, які використовуються для відстеження активності на цифрових ресурсах (сайтах, додатках тощо). У міру вдосконалення систем керування тегами вони стали потужними інструментами для керування даними про дії користувачів. Ці дані можна передавати в інструменти маркетингу та вебаналітики. Його також можна використовувати для внесення динамічних змін до веб-сайту чи програми.

## Функції
Теги у digital-маркетингу використовуються для відстеження використання веб-сайтів, відеовмісту та мобільних додатків. Такі дані застосовують у веб-аналітиці, аналітику рекламних кампаній, дослідженні аудиторії, A/B-тестування, рекламних серверів, ретаргетингу та відстеження конверсій .
Основні переваги системи керування тегами полягають у тому, що вона дозволяє людям, які не є розробниками, вносити зміни на сайті чи в додатку, при цьому покращуючи продуктивність шляхом зменшення написаного коду. Це робиться завдяки заміни безлічі тегів, якими раніше керував розробник, на єдиний тег-контейнер, який розміщується в усіх областях сайту. Потім доступ до системи керування тегами здійснюється окремо (зазвичай через веб-сайт), щоб визначити пріоритети та «запустити» окремі теги відповідно до правил, подій навігації та відомих даних. Типова функціональність включає тестове середовище (пісочницю), контрольний журнал і контроль версій, можливість A/B-тестування різних рішень, дедуплікацію тегів і рольовий доступ до даних. Це допомагає аналітиці легко використовувати дані.

## Переваги
Зазвичай згадуються такі переваги систем керування тегами:
- Гнучкість: менша залежність від технічних ресурсів і менша залежність від ІТ-циклів надає бізнес-користувачам більшу гнучкість.
- Продуктивність: скорочений час завантаження сторінки завдяки асинхронному завантаженню тегів, умовному завантаженню тегів і функції тайм-ауту тегів.
- Економія коштів: можливість редуплікувати теги, які використовуються для атрибуції.
- Контроль даних: можливість контролювати витік даних до третіх сторін і дотримуватись законодавства про конфіденційність даних (згода на файли cookie, не відстежувати). [1] Менеджери тегів також надають ще один рівень абстракції для керування складністю великих веб-сайтів.
- Безпечний попередній перегляд. Деякі менеджери тегів, як-от Google Tag Manager і Ensighten, включають режим попереднього перегляду, який дозволяє перевірити форматування та проблеми з безпекою перед розгортанням тегів у виробництві. [2]

## Відомі провайдери
- Adobe[3]
- Google[4]
- Matomo[5]
- Signal[6]
- Tealium[7]
- Yahoo

1. ↑  TrustRadius tag management category definition. TrustRadius. Процитовано 13 лютого 2015.
2. ↑  Ensighten training. Ensighten. Процитовано 20 січня 2021.
3. ↑  Dynamic tag management, tag manager | Adobe Marketing Cloud. www.adobe.com. Процитовано 30 серпня 2015.
4. ↑  Google Tag Manager. Процитовано 12 лютого 2015.
5. ↑  Matomo Tag Manager.
6. ↑  Signal Tag Manager. Архів оригіналу за 29 вересня 2022. Процитовано 28 листопада 2022. [Архівовано 2022-09-29 у Wayback Machine.]
7. ↑  Tealium iQ. Tealium. Процитовано 12 лютого 2015.